# ナルヴァの戦い (1944年)
ナルヴァの戦い（エストニア語: Narva lahing、独: Schlacht bei Narva露: Битва за Нарву）とは、ドイツ国防軍ナルヴァ軍集団とソビエト赤軍レニングラード方面軍との間でナルヴァ地峡をめぐり、1944年2月3日から8月10日まで行われた戦いのことである。
戦いは東部戦線北部地域で行われ、主要な段階はナルヴァ橋頭堡の戦いとタンネンベルク線の戦いの二つに分けられる。ソビエト赤軍によるキンギゼップ・グドフ攻勢（en）、ナルヴァ攻勢（2月15日－28日、3月1日－4日、3月18日－24日）は1944年、ソビエト赤軍による春の攻勢の一部であり、ヨシフ・スターリンの「広域戦略」に基づき、これらはドニエプル・カルパチアン攻勢と同時に行われた。
1944年1月、ソビエト赤軍によるレニングラード・ノヴゴロド攻勢を継続したエストニア攻略作戦は戦線を西にナルヴァへと押し戻し、エストニア内に深い突出部を形成することを狙っていた。2月、赤軍はナルヴァ川対岸でいくつかの橋頭堡を確保した。しかし、橋頭堡の確保には成功したものの、その拡大とドイツナルヴァ軍集団の包囲殲滅には失敗していた。3月初旬、ドイツ軍は反撃を開始、ナルヴァ北側の橋頭堡の殲滅に成功、南側の橋頭堡にも多大な損害を与えた。その後、戦線はナルヴァ川で落ち着きを見せたが、ソビエト赤軍によるタンネンベルク線の戦いの後続戦となる1944年夏秋攻撃作戦の一部であるナルヴァ攻勢が7月に開始、同時にリヴォフ・サンドミエシュ攻略作戦も開始された。ナルヴァ攻勢により、ソビエト赤軍はナルヴァ奪取に成功、ドイツ軍はナルヴァから16Km南のSinimäedにある三つの丘に構築されていたタンネンベルク線へ撤退せざるを得なくなった。ドイツ軍はタンネンベルク線の戦いに引き続き、防衛線で戦いを重ねた。
ヨシフ・スターリンの考える最重要目標であった、エストニアを迅速に占領することにより空軍基地を確保し、フィンランドに対する海上輸送攻撃を行うこと、そしてプロイセン東部へ進撃することは成し遂げられなかった。長期にわたるドイツ軍の防衛戦の結果、バルト海沿岸におけるソビエト赤軍の進撃は7ヵ月半に亘って阻止された。
この戦いにおいてはドイツ人以外の義勇兵、および地元エストニアの徴集兵がドイツ軍の一部として戦いに参加した。エストニアの抵抗組織（エストニア共和国全国委員会）は、ドイツによる違法な徴兵に対して支持を与えることにより、国軍を再編成し、ソ連からの独立を勝ち取ることを望んでいた。

## 背景

### 地形
ナルヴァ周辺の地形は作戦活動において重要な位置を占めていた。ナルヴァは海抜100mを越えることが滅多になく、またナルヴァ川、プルサ川を含む多くの水路がめぐらされていた。また、大半の地域が森林で覆われ、さらに大きな沼地が海抜の低い地区を覆っていた。地形による作戦への影響は陣地構築などにもおよび、沼地の存在により大規模部隊展開は特定地域に限定された。
戦略規模での影響として、幅が狭い道路がペイプシ湖とフィンランド湾の間に存在していたが、その幅45Kmの地域は荒野であるだけでなく、ナルヴァ川によって分断されていた。そして、ナルヴァ・タリン間の主幹道路及びナルヴァ・タリン鉄道といった主要輸送路は海岸線に沿って東西に伸びていたが、この地域で大規模な部隊展開を行うにはこのルート以外存在しなかった。

### 戦闘前夜
1944年1月14日、ソビエトレニングラード方面軍はオラニエンバウム近辺でドイツ第18軍を押し戻すことを目的としたクラスノエセロ・ロプシャ攻勢を発動、3日目には、ドイツ防衛線を突破、西へ押し戻した。

### ソビエト赤軍
1944年までに、ソビエト赤軍が攻勢を開始している間、ソビエト赤軍最高司令部が各方面軍に新たな野心的任務を与えることはかなり日常的なことであった。ソビエト赤軍最高司令部は、ドイツ軍を崩壊させるために激しい圧力が必要であることを理由にその実行を正当化していた。1943年から44年にかけての冬、スターリンは赤軍が戦争開始以来進めていた「広域戦線」戦略の継続を行い、全ての戦線において大規模な冬季攻撃作戦を開始するよう命令した。これは、スターリンが長年となえた主張と調和を見せ、赤軍が全ての戦線においてドイツ軍に圧力を与えたならば、ドイツ防衛線のいずれかの箇所が崩壊することと一致していた。ソビエト赤軍による冬季作戦にはウクライナ、ベラルーシ、バルト海におけるドイツ軍パンター線（en）など、全ての戦線における主要な攻撃作戦も含まれていた。
フィンランド湾とペイプシ湖の間にあるナルヴァ地峡を突破することはソビエト赤軍にとって主要戦略上、重要であった。エストニアにおける作戦の成功はタリンへ海岸に沿って進撃することを可能にしており、ドイツ北方軍集団は包囲されることを恐れ、エストニアから退却せざるを得なくなるはずであった。また、これまでのドイツ軍の進撃によりフィンランド湾東部で動けなくなっていた赤軍バルト艦隊にとって、タリンはバルト海への出口になりうる重要な地点であった。エストニアからドイツ北方軍集団が撤退することにより、フィンランドは空撃、及び陸海空共同の攻撃を受けることになる。このため、ソビエト赤軍がエストニアを通過してプロイセン東部へ侵入する展望が開かれ、それによりドイツの抵抗を崩壊させる見通しがソビエト赤軍最高司令部に示された。レニングラード方面軍司令官、レオニード・ゴヴォロフ及びバルト艦隊司令官ヴラジーミル・トリーブツの参加により、作戦ではドイツ北方軍集団を殲滅する準備が完了していた。スターリンは遅くとも2月17日までにナルヴァを占領することを命令した。
"「我が軍が遅くとも1944年2月17日までにナルヴァを占領することは義務である。これは政治的理由だけでなく、軍事的理由を含めて両方で必要である。それは現在、最重要課題であり、諸君が遅くとも示される期間内にナルヴァを解放するために必要な処置全てを保障するよう要求する。」（サイン）I.スターリン"
しかしレニングラード方面軍は期限内にナルヴァを攻略することができなかったため、スターリンは2月22日に新たな命令として、エストニア南部のパルヌの港に攻撃を加えることによりドイツナルヴァ軍集団を突破、そしてエストニアにおけるドイツ軍を分断、さらに2個軍がエストニア南西へ向けて進撃し、ラトビア及びプロイセン東部、中央ヨーロッパへの道を開くことを命令した。2月22日、ソビエト赤軍の攻撃が3週間遅れていたため、ソ連はフィンランドに和平を提示した。フィンランドが和平条件から受け入れがたいと判断している間、フィンランド周辺で行われている戦い（継続戦争）が交渉を長引かせることによりソ連にとって不利な状況になる可能性が存在した。そのため、フィンランドに条件を飲み込ませるためにも、エストニアを占領する必要が存在した。スターリンの望みは先遣部隊が危機に瀕しているレニングラード方面軍司令官への命令であった。戦力強化の後、1944年4月の時点でナルヴァ戦線は東部戦線で最も戦力が集中していた。1944年7月までに詳細なタリン進撃計画が準備されていた。

### 赤軍の配置

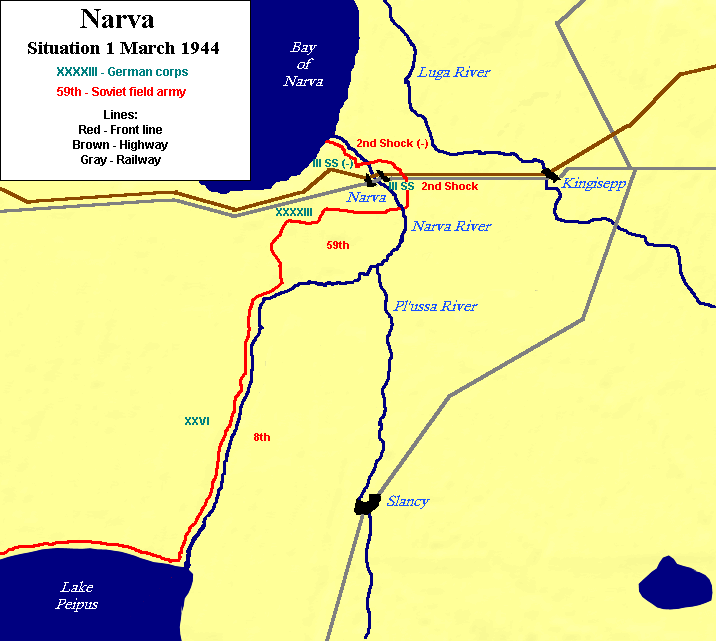
1944年3月、ナルヴァ周辺の状況

1944年3月の時点で、ソビエト3個軍は最大戦力で集中されていた。ペイプシ湖から伸びるナルヴァ川沿い50Kmに第59軍、その南部に第8軍、第59軍の北方には第2突撃軍がそれぞれ配置されていた。冬から春にかけての作戦の間、ナルヴァ戦線の戦力に関する詳細情報はどんな情報によっても発表されていない。ソビエト赤軍公式記録がロシア人以外の研究者に利用できるようになるか、もしくは発表されるまではソビエト赤軍の戦力を確定することは不可能である。エストニアの歴史家マート・ラール（en）が推測した約200,000名という数字を導き出した定数を満たしていない師団の数から、エストニアの歴史家ハネス・ヴォルター（Hannes Walter）は205,000名と推測した。1944年3月1日現在のレニングラード方面軍の戦闘序列は以下の通りである。
- 第2突撃軍（英語版） - イワン・フェジュニンスキー中将
  - 第43狙撃兵軍団 - アナトーリ・アンドレーエフ（Anatoli Andreyev）少将
  - 第109狙撃兵軍団 - イヴァン・アルフェロフ（Ivan Alferov）少将
  - 第124狙撃兵軍団 - ボルドマール・ダンベルク（Voldemar Damberg）少将
- 第8軍（英語版） - フィリップ・スタリコフ中将
  - 第6狙撃兵軍団 - セミョーン・ミクルスキー（Semyon Mikulski）少将
  - 第112狙撃兵軍団 - フィリップ・ソロヴィヨフ（Filip Solovev）少将
- 第59軍 - Ivan Korvnikov中将 
  - 第117狙撃兵軍団 - ヴァシリー・トルバチェフ（Vasili Trubachev）少将
  - 第122狙撃兵軍団 - パンテレイモン・ザイツェフ（Panteleimon Zaitsev）少将

分遣隊
- 第8エストニア狙撃兵軍団（英語版） - レンビット・パルン（Lembit Pärn）中将[16]
- 第14狙撃兵軍団 - Pavel Artyushenko少将
- 第124狙撃兵師団 - ミハイル・パプチェンコ（Mikhail Papchenko）大佐
- 第30親衛狙撃兵軍団（英語版） - ニコライ・シモニャク中将
- 第46、第260、第261独立親衛重戦車連隊、及び第1902独立自走砲兵連隊[17]
- 第3突破砲兵軍団（3rd Breakthrough Artillery Corps） - N. N.ジダーノフ（N. N. Zhdanov）少将
- 第3親衛戦車軍団 - I. A. ヴォフチェンコ（I. A. Vovchenko）少将

1944年7月のナルヴァ攻勢の初期、レニングラード方面軍は将兵136,830名 、戦車150両、突撃砲2,500門、航空機800機以上が配備されていた。

### ドイツ国防軍、及びフィンランド軍
陸軍最高司令部は、ナルヴァ川で戦線を安定させることが重要と判断していた。この地域におけるソビエト赤軍の進撃は、エストニア北岸の喪失を意味しており、そのためフィンランド湾の制海権を喪失、さらにソビエトバルト艦隊がバルト海へ進出できることを意味していた。ゲオルク・リンデマン上級大将は、第11歩兵師団への日々の命令でこう語った。
| 「 | 我々は故国の辺境に立っており、いかなる種類の撤退も、空と海とを通じて戦争をドイツへと運ぶことになるだろう。 | 」 |

フィンランドがソ連と和平を交渉していたため、陸軍最高司令部はフィンランド軍防衛司令部がフィンランドの防衛線を保持できると判断、ありとあらゆる手段を用いてナルヴァ戦線に注意を払っていた。1944年春、フィンランド軍防衛司令部の代表派遣団がナルヴァを訪問するとドイツ軍はナルヴァ戦線での出来事を派遣団に詳細に知らせた。
ソビエト赤軍のバルト海沿岸への進出はバルト海全体の制海権、及びスウェーデンから鉄鉱石を輸入していたドイツを脅かす可能性が存在した。その上、ナルヴァの喪失は、ナルヴァに隣接していたコフトラ＝ヤルヴェ（ナルヴァ沿岸32Km西方）で産出されるオイルシェールから精製される石油がドイツ軍に渡らなくなることを意味していた。ナルヴァの地形は森と沼地が支配、間を縫うように隘路が存在しているだけで、防衛に適していた。また、ナルヴァ川後方に直接町が存在しており、この位置は谷間沿いに北、及び南、両方角に対して影響を及ぼす要塞として理想的であった。
パンター線の北部として知られるこの位置は軍集団司令官ゲオルク・フォン・キュヒラーが防衛陣地を構築したいと要望していた箇所であった。ヒトラーは最初、この提案を拒否、キュヒラーを司令官から更迭、ヴァルター・モーデルを後任とした。モーデルもキュヒラーの提案に同意していたが、モーデルはヒトラーのお気に入りの一人であったため、キュヒラーよりもより多くの自由裁量が与えられた。モーデルはこの自由裁量を駆使して、部隊を後退させナルヴァ川の東岸のイヴァンゴロドに強力な橋頭堡を形成、ナルヴァ川沿いに防衛線の構築に成功した。これはヒトラーをなだめることとなり、その上で川沿いの防衛線を守るためにドイツ軍の標準的処理手順が行われた。その後、1944年2月1日、北方軍集団司令部はスポンハイマー（Sponheimer）集団（2月23日、ナルヴァ軍集団と再改名）を編成、ナルヴァ地峡のフィンランド湾、ペイプシ湖の間に構築されていたパンター線の防衛を行った。
ソビエト赤軍の最初の成功の後の1944年2月8日、スターリンはフィンランド大統領リスト・リュティに和平条件を提示した。2月中旬から4月の間のナルヴァ軍集団の戦術的成功により、フィンランドは1944年4月18日、ソ連との交渉を終了した。

### エストニアにおける抵抗運動の目的

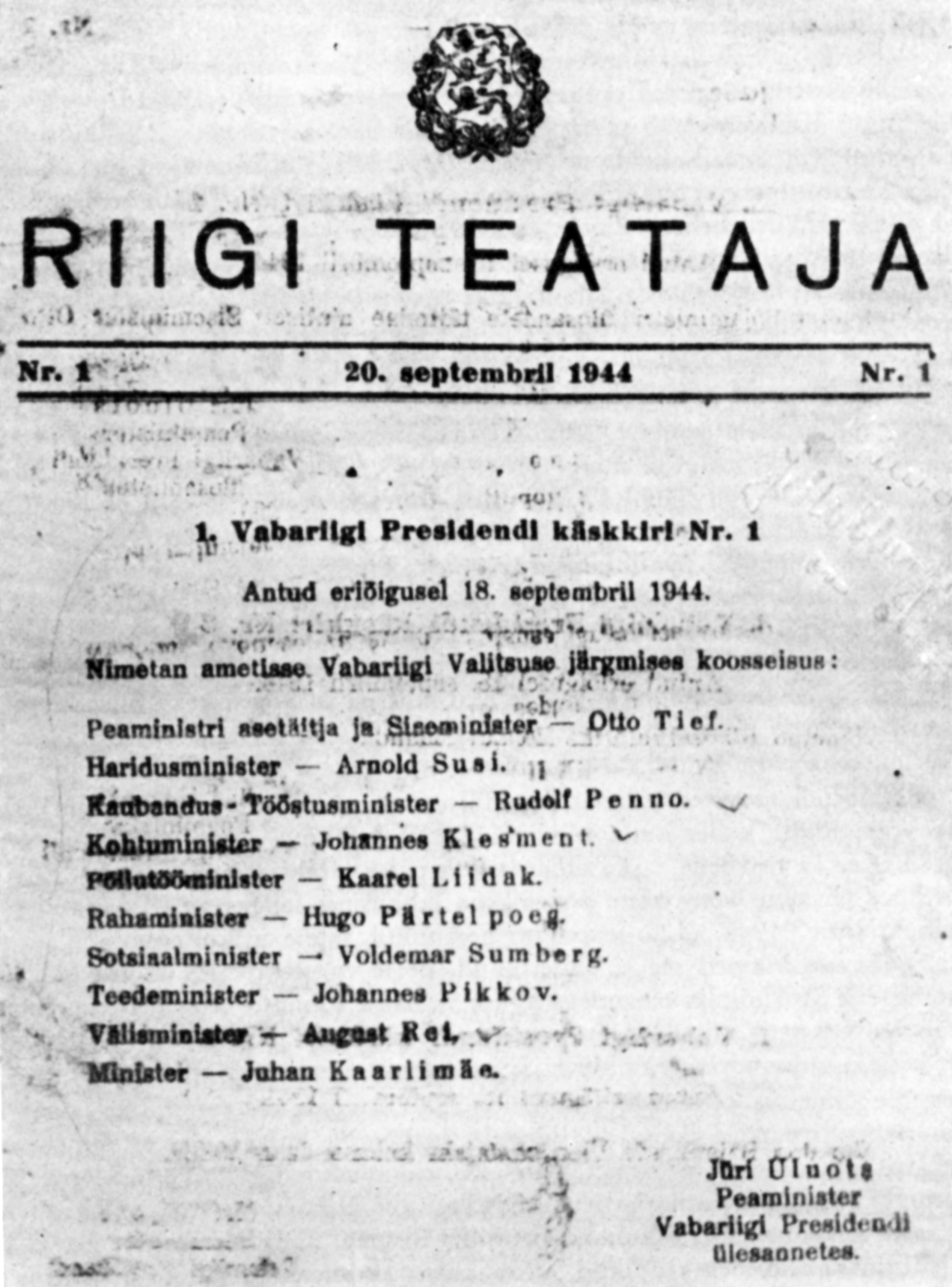
1944年9月18日、エストニア政府発行の官報

ナチス・ドイツ占領中、エストニアの独立を回復する可能性は減少し続けていた。施行中のエストニア憲法に従い、1944年2月14日、会合したエストニアの政治家はエストニア共和国全国委員会を地下組織として設立した。当時、国家元首はエストニア大統領コンスタンティン・パッツが拘束されたため、最後の首相、ユーリ・ウルオツ（en）が憲法上の代行者であった。ドイツが任命したエストニア自治政府は、以前よりハーグ陸戦条約で禁止され、ウルオツが反対しており、また失敗していた民間人に対する動員を試みた。1944年2月、レニングラード方面軍がナルヴァ近郊に到着、ソビエト赤軍の進撃が現実の脅威と化した時、ウルオツは方針転換、ドイツ軍の提案を受け入れた。2月7日、ラジオ放送においてウルオツはエストニア人がドイツ、ソビエト双方に対して役立つと結論、さらにエストニアはエストニア人部隊が保持するとほのめかした「･･･私がここで明らかすることが可能で、そして明らかにすることができるより大きく重要なこと」。ウルオツは他のエストニアの政治家らと等しく、いったん戦争が終わったならば、新たにソ連に占領されることを防ぎ、エストニアの再独立を勝ち取るためにソビエト赤軍と戦うことを考えていた。徴兵は国民の支持を受け、動員された38,000名は湾曲的に第20エストニアSS義勇師団と7個国境警備連隊として編成された。フィンランド軍に所属していたエストニア人で編成されたフィンランド第200歩兵連隊、武装親衛隊内のエストニア義勇兵、そして以前、ドイツ国防軍に徴用されていたエストニア人らはエストニアへ戻され、合計で70,000名のエストニア将兵が1944年の時点でドイツ軍支配下にあった。

### ナルヴァ軍集団の編成
1944年2月、ドイツ軍がナルヴァへ撤退したため、第50、第54軍団とともに第3SS装甲軍団がドイツ第18軍の左側面に位置していた。2月4日、スポンハイマー集団は第18軍指揮下から北方軍集団直轄に異動、適所に配置され、さらに部隊への支援のためにヒトラーは増援を送ることを命令した。2月1日、10,000名以上の将兵で編成されたフェルトヘルンハレ装甲軍団（en）はベラルーシーからタルトゥの飛行場経由でエストニアへ空輸された。さらに1週間後、グロースドイッチュラント師団の第5大隊が戦線に到着した。グネーゼン擲弾兵連隊（ポーランドの交代部隊から編成された特別連隊）はドイツ本国から派遣され、2月11日に到着、さらにその3日後、第214歩兵師団がノルウェーより派遣された。その後、2週間にわたり、第11SS義勇装甲擲弾兵師団ノルトラントを含むドイツ国防軍、エストニア師団、エストニア国境警備隊、エストニア警察大隊が集団に加えられた。その後、オットー・スポンハイマーはヨハネス・フリースナーと交代、2月23日、スポンハイマー集団はナルヴァ軍集団と名称変更された。2月22日、北方軍集団は以下の位置でナルヴァ軍集団の配備を命令した。
ナルヴァ（ナルヴァ北方、及びナルヴァ川東岸のイヴァンゴロド橋頭堡を含む）に第3SS装甲軍団、第43軍団はナルヴァ南方のソビエト赤軍Krivasoo橋頭堡に相対、さらに第26軍団はKrivasooとペイプシ湖の間の地区に配置された。
1944年3月1日現在、軍集団には123,541名が所属し、以下の戦闘序列であった。
- 第3SS装甲軍団（英語版）：フェリックス・シュタイナー親衛隊大将
  - 第11SS義勇装甲擲弾兵師団 ノルトラント
  - 第4SS義勇装甲擲弾兵旅団 ネーデルラント
  - 第20SS武装擲弾兵師団 エストニア第1
- 第26軍団：アントン・グラッセル（英語版）歩兵大将
  - 第11歩兵師団（英語版）
  - 第58歩兵師団（英語版）
  - 第214歩兵師団（英語版）
  - 第225歩兵師団
  - 第3エストニア国境警備連隊（4月15日現在）
- 第43軍団：カール・フォン・オーフェン（英語版）歩兵大将
  - 第61歩兵師団（英語版）
  - 第170歩兵師団（英語版）
  - 第227歩兵師団（英語版）
  - フェルトヘルンハレ装甲擲弾兵師団
  - グネーゼン擲弾兵連隊

独立部隊
- 西部地区沿岸防衛：アルフォンス･ルチニー空軍中将 (第2高射砲兵師団の司令部と兼任)
  - エストニア連隊レヴァル（英語版）
  - 第3エストニア警察大隊
  - 第2エストニア西方大隊

その他の部隊
- Artillery Command No. 113
- High Pioneer Command No. 32
- 第502重戦車大隊
- 第752対戦車大隊
- 第540特別歩兵（訓練）大隊

1944年夏、フェルトヘルンハレ装甲擲弾兵師団と7個歩兵師団がナルヴァ戦線より離脱、将兵22,250名が引き抜かれた。

## 戦闘

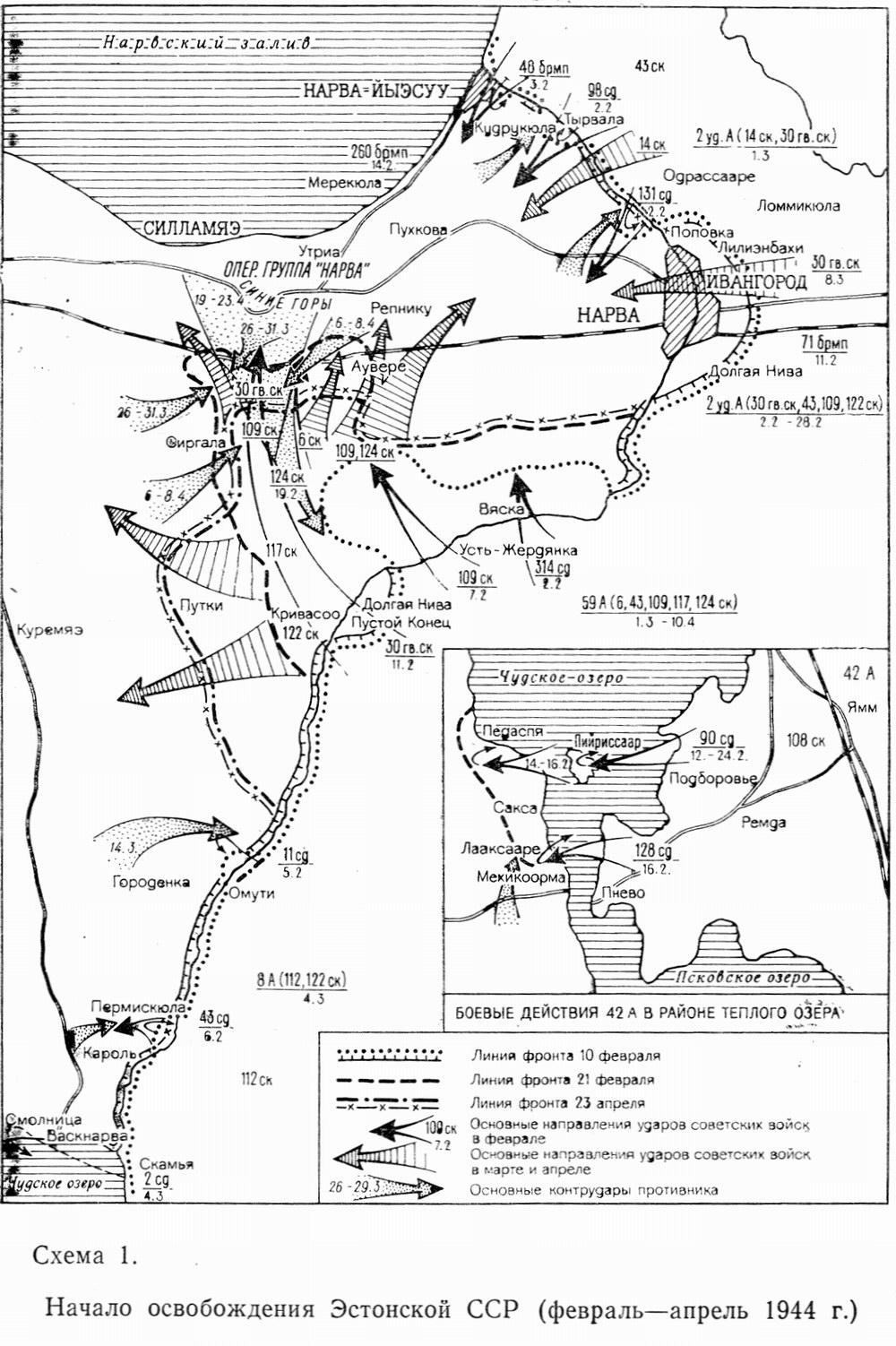
エストアニ攻略作戦開始時（1944年2月－4月）、ソビエト赤軍の動き

### 橋頭堡の形成
2月1日、ソビエト赤軍はキンギゼップ・グドフ攻勢を発動、第2突撃軍所属の第109狙撃兵軍団は初日にキンギゼップを占領、ドイツ第18軍はナルヴァ川東岸へ撤退を行わざるを得なかった。第2突撃軍の先遣部隊はナルヴァ川を横断、2月2日にはナルヴァ市の南北、西岸でいくつかの橋頭堡の確保に成功した。第2突撃軍はドイツ第3SS装甲軍団の背後でナルヴァ・タリン鉄道を横切り、5日後にはナルヴァのKrivasoo湿原南方で橋頭堡を拡大した。しかしゴヴォロフは増援を受けた小規模なドイツ軍集団を包囲する機会を利用することができなかった。そのため迫りつつあるソ連による再占領に抵抗するため、新たにエストニア人が動員された。同時に、ソビエト第108狙撃兵軍団の部隊はナルヴァ南方120Km地点でペイプシ湖を横断、Meerapaluの村落で橋頭堡を確立した。偶然であるが第45SS義勇擲弾兵連隊（エストニア第1）の第1大隊はナルヴァへ向かい到着した。その後、第44歩兵連隊（東プロイセンの人々で構成されていた）の第1大隊、第1エストニア及び空軍戦隊は2月15日、16日にソビエト橋頭堡を撃破した。ソビエト赤軍のメレクラ（Mereküla）上陸作戦により第260独立海軍歩兵旅団所属の517名らはドイツスポンハイマー集団防衛線後方のメレクラへ上陸した。

### ナルヴァ攻勢、2月15日－28日、3月1日－4日
ソビエト第30親衛狙撃兵軍団及び第124狙撃兵軍団は2月15日、新たなナルヴァ攻勢を開始した。猛烈な戦いにおいて、スポンハイマー集団は、攻撃を停止したソビエト赤軍に消耗を強いた。両軍は戦力を強化するために戦いを休止したが、ドイツ軍の第11SS義勇擲弾兵師団ノルトラントに所属した新設の第45、第46SS義勇擲弾兵連隊（エストニア第1、第2）は、3月6日までにナルヴァ北方のソビエト橋頭堡を撃破した。新たに到着したソビエト第59軍はKrivasoo湿原から西へ攻撃、ドイツ第214歩兵師団、エストニア大658、第659西方大隊の防衛拠点を包囲した。包囲された部隊の抵抗により、ドイツ軍は利用できる部隊全てを駆使して、ソビエト第59軍の進撃を阻止、退却する時間を確保した。

### 3月6日－24日
ソビエト空軍は空襲を開始、3月6日、ナルヴァの歴史ある町並みは瓦礫と化した。ドイツ空軍及び砲兵による100,000発以上の爆撃、砲撃により、ノルトラント、ネーデルランドからイヴァンゴロドに派遣されていた分遣隊はソビエト第30親衛狙撃兵師団への攻撃準備を行った。激戦は町の北方で開始、そこでソビエト第8エストニア狙撃兵軍団の砲兵支援を受けた第14狙撃兵軍団は橋頭堡を再構築しようとしていた。ドイツ2個エストニア連隊はソビエト赤軍に大損害を与え、攻撃を撃退した。
ソビエト空軍によるエストニアの町への無差別攻撃も攻勢の一部であり、エストニア人をドイツ軍から離反させ、ソビエト赤軍側に寝返らせようとした。ソビエト空軍の長距離爆撃により、3月9日前夜、エストニア首都タリンを爆撃（en）、25,000名の市民がシェルターに入ることができず、居住区の40%が破壊され、市民500名が死亡した。しかし、エストニアの人々はソ連の残虐な行為に嫌悪感を持ったため、空襲はソ連の狙いの正反対の効果を生むこととなり、エストニアの男性はドイツの徴兵に応じた。
3月17日、ソビエト赤軍の戦車によりAuvere駅が攻撃されたが、ドイツ第502重戦車大隊がこれを阻止した。ナルヴァ攻勢はソビエト赤軍が甚大な被害を受けたため、守勢に転じた1944年3月18日－24日までもう一週間続けられた。このため、ドイツナルヴァ軍集団は主導権を握ることが可能となった。

### シュトラハヴィッツ攻勢
3月26日、シュトラハヴィッツ戦闘集団はkrivasoo橋頭堡西端でソビエト第8突撃軍の先遣隊を全滅させた。さらにドイツ戦闘集団は4月6日に橋頭堡東端を破壊した。ヒアツィント・シュトラハヴィッツ戦車伯爵はこれまでの成功を受けて、全てのソビエト橋頭堡を排除しおうとしたが、春の雪解けの為に泥濘化、ティーガーI戦車の活動ができず、排除はできなかった。4月末までに、両軍は戦力を消耗、7月下旬まで戦線には相対的な落ち着きを見せた。

### 1944年7月、ナルヴァ攻勢
バグラチオン作戦に伴うベラルーシにおけるソビエト赤軍の進撃は、ドイツ北方軍集団を東部戦線中央部へ、そしてフィンランド、ナルヴァの部隊を押し戻すこととなった。7月のナルヴァにおける戦線を形成するのに十分な兵力がなかったため、ナルヴァ軍集団はナルヴァから16Km西方のSinimäedにある丘で形成された防衛線「タンネンベルク線」（Tannenbergstellung）への撤退準備を開始した。
一方、ドイツ軍の撤退準備を察知していなかったレニングラード方面軍は新たなナルヴァ攻勢を計画していた。フィンランド戦線から派遣された突撃専用部隊がナルヴァ近郊に集中配置されたため、ソビエト赤軍とドイツ軍の兵数・器材の戦力比は4:1になっていた。ドイツ軍が撤退計画を実行する前にソビエト第8軍はAuvere駅で攻撃（en）を開始した。しかし、第20SS武装擲弾兵師団の第1大隊と第44歩兵連隊はソビエト第8軍に大損害を負わせ、攻撃を撃退した。イヴァンゴロドに在住していた「ノルトラント」師団、「ネーデルラント」旅団の分遣隊は7月25日の前夜、静寂に撤退を行った。
7月25日朝、ソビエト第2突撃軍が攻撃を再開するまで、シュタイナーの計画通りに撤退が行われた。280,000発の砲弾、手榴弾の支援を受けた部隊は町の北方でナルヴァ川を渡河した。第1エストニア連隊の第2大隊は撤退している部隊の背後の撤退路を占領しようとしているソビエト第2突撃軍を阻止していた。しかし、7月26日にナルヴァはソビエト赤軍に占領され、さらにドイツ軍はナルヴァからの撤退作戦中、戦術的失敗のために「ネーデルラント」旅団の第48SS義勇装甲擲弾兵連隊「ヘネラル・セイファルト」を失ってしまった。

### タンネンベルク線の戦い
ソビエト赤軍の先陣、第201、第256狙撃兵師団はタンネンベルク線を攻撃、タンネンベルク線の存在する3つの丘の最東端、Lastekodumägiを占領した。対戦車中隊、第24SS装甲擲弾兵連隊デンマルクらは反撃を行い、次の夜には丘を取り戻した。翌日行われたソビエト戦車による丘への攻撃は第3SS装甲軍団により撃退された。7月28日前夜、第11SS偵察大隊及び第47武装擲弾兵連隊（エストニア第3）は猛烈な反撃を行ったが、ソビエト戦車の砲火の元、エストニア大隊は撃破された。翌日も戦いは絶え間なく行われ、ソビエト2個軍はナルヴァ軍集団を押し戻し、ナルヴァ軍集団は司令部を3つの丘の内、擲弾兵の丘に移さざるを得なくなった。
タンネンベルク線の戦いにおける最高潮は7月29日に行われたソビエト赤軍による攻撃で始まった。ソビエト主力部隊がGrenaderimägiで多大な犠牲に苦しんでいる間、ソビエト突撃部隊はLastekodumägiでドイツ軍の抵抗を抑えた。そして、ソビエト戦車部隊は GrenaderimägiとTornimägiの西端の丘を包囲した。それと同時に、ドイツ軍のシュタイナーは残存していた戦車7両を繰り出したが、ソビエト赤軍はこれに驚き、後退した。これはPaul Maitla親衛隊大尉が率いたドイツ軍の軍服を着用した多国籍部隊により激しい反撃が開始されたもので、中央のGrenaderimägiを奪い返した。7月の時点で、ナルヴァ攻勢に参加したソビエト赤軍将兵136,830名のうち、数千名が生き残り、戦車部隊は粉砕されていた。
素早く増援を送り込まれたソビエト2個軍は攻撃を継続した。ソビエト赤軍最高司令部は8月7日までにドイツ軍ナルヴァ軍集団の撃破とラクベレ（en）の町を占領することを要求していた。普遍の作戦行動を継続しているソビエト赤軍による多数の試みが、ドイツ軍ナルヴァ軍集団の多国籍防衛部隊を撃破できずにいる間の8月2日、ソビエト第2突撃軍は20,000名にまで戦力を減じていた。8月10日、レニングラード方面軍司令官ゴヴォロフはSinimäedの丘で攻撃を中止した。

## 損害

### ソビエト赤軍
ソ連時代、ナルヴァの戦いの損害について、ソ連は公表しなかった。近年、ロシアの作家は全戦闘の過程ではないが、幾つかの図式を発表した。ソビエト赤軍の犠牲者数は間接的に推測されているだけである。
1944年、レニングラード方面軍によって行われた作戦活動の損害の合計はソビエト赤軍最高司令部のデータによれば、665,827名が総数でそのうち、145,102名が戦死、もしくは行方不明である。これらの内、ナルヴァ周辺の戦いにおける割合は不明であるが、レニングラード・ノヴゴロド攻勢では56,564名が戦死、もしくは行方不明、170,876名が負傷、もしくは戦病と説明されている。これはソ連の研究家、F.I. Paulmanによれば2月中に第2突撃軍はナルヴァ橋頭堡において30,000名以上の損害を負ったとしている。レニングラード・ノヴゴロド攻勢上で他の地域、フィンランドの戦い、バルト海攻勢などの損失を差し引いた上でのナルヴァでの戦いのソビエト赤軍の損害はおよそ100,000名が死亡、もしくは行方不明、380,000名が負傷もしくは戦病であった。

### ドイツ軍
1944年2月にナルヴァ軍集団で死亡、負傷、行方不明は23,963名であった。翌数ヶ月、1944年7月30日までにさらに34,159名の損害を受け、戦死者が5,748名、行方不明が1,179名である。作戦初期段階のドイツ軍の犠牲者数は約58,000名で、そのうち、12,000名が戦死、もしくは行方不明であり、1944年7月24日－1944年8月10日の間、ドイツ軍はエストニアで1,709名を葬った。戦闘中、行方不明になった将兵を含めたこの期間内の死者数はおよそ2,500名と推測されている。負傷者の内、回復できない者が1/4いると考えた上での戦闘直近期間のドイツの犠牲者数は約10,000名であった。ナルヴァの戦いにおけるドイツ軍の犠牲者合計数は戦死、行方不明14,000名、負傷、戦病、54,000名と推測されている。

## その後

### バルト海攻勢
9月1日、フィンランドはソ連との休戦を結んだ上で軍事協力を行い、ドイツ軍と戦うことを発表した。9月4日フィンランドはフィンランド湾をソ連の為に解放した。ソビエト赤軍が包囲しつつあるリガにおいて、北方軍集団はアスター作戦においてエストニアからの撤退準備を開始した。使用可能な経路は軍集団司令部の地図上で完全準備されていた。9月14日、撤退準備を開始せよという暫定命令が第11SS義勇装甲擲弾兵師団に下された。1944年9月17日、セオドーア・ブールハルディ（en）海軍中将率いる艦船は部隊とエストニア市民の撤収を開始した。6日以内で将兵約50,000名と囚人1,000名が撤収した。エストニアに配置されていたドイツ第18軍はラトビアへの撤退を命令された。
ソビエト第1、第2、第3バルト方面軍は9月14日、バルト海攻勢を開始した。この攻撃は、ドイツ北方軍集団をエストニアで孤立させることを目的としていた。長い議論の後、ドイツ総統アドルフ・ヒトラーはエストニア全土で部隊を完全撤退させることに同意、ソビエト第2突撃軍はエストニア南部のヴェリーカヤ戦線で9月17日、タリン攻勢を開始した。9月18日深夜、ナルヴァ軍集団はタンネンベルク線より撤退を行った。ドイツ第8軍は5時間後、北方軍集団が撤退したことに気づき、エストニアの港およびラトビア国境へ退却、北方軍集団を追いかけた。第2SS軍団が第18軍の後衛を務めるために南へ撤退している間の9月20日までに第3SS装甲軍団はパルヌに到着した。ドイツ軍が撤退したため、ソビエト赤軍は9月22日、タリンを占領するために進撃していた。ソビエト赤軍は9月24日までにハープサルの港を破壊、翌日、ドイツ人は沖合いにあるボルムシ島（en）へ避難した。エストニア本土からのドイツ人の避難は9月25日までに少数の犠牲者を出したのみで完了した。
ソビエト赤軍がムーンスント上陸作戦（en）を行ったが、ドイツ第8軍はムーンスント列島を保持し続けた。バルト海攻勢はエストニア、及びラトビア、リトアニアの大部分からドイツ軍を押し出して終了した。
ドイツ軍のエストニアからの撤退の最中にドイツは何千名ものエストニア人徴集兵を兵役から解放した。しかし、バルト諸国がソビエト赤軍に占領されたため、今度はソ連の命令により、バルト諸国の人々がソ連により徴集され始めた。ドイツ軍、ソビエト赤軍双方で任務に従事するものが居た状態で、多くの人々が徴兵を避けるために森へ逃げ隠れた。
ドイツ北方軍集団は中央軍集団と永遠に切り離された上、ラトビアのクールラント半島に押し込まれ、ここにクールラント・ポケットが形成された。1月25日、ヒトラーはクールラントとプロイセン東部が再接続する可能性がないという暗黙の了解の上で、北方軍集団をクールラント軍集団へと改称した。ソビエト赤軍は部隊がプロイセン東部への活動に集中するため、クールラント・ポケットの包囲縮小を開始した。クールラント軍集団はソビエト赤軍の大きな脅威となる可能性を保持したまま存在し続けた。クールラント・ポケットに対する赤軍の作戦活動は1945年5月9日、クールラント軍集団が降伏するまで続き、降伏後、約200,000名のドイツ軍将兵が捕虜となった。

### エストニア政府復興の試み
ソビエト赤軍による再占領を長期に渡りドイツ軍の防衛戦が阻止したことにより、エストニア共和国地下全国委員会が再度のエストニア独立を試みるのに十分な時間を稼ぐこととなった。1944年8月1日、エストニア国内委員会は自身がエストニア最高権威であると宣言、1944年9月18日には国家元首代理ウルオツはオットー・ティーフが新政府を導くよう指名した。政府はラジオにおいて英語で中立を保つことを宣言した。エストニア政府は官報（Riigi Teataja）において2つの版を出したが、これを配布する時間がなく、9月21日、エストニア国内軍はタリン、トーンペア（en）の政府関連ビルを占領、ドイツ軍に立ち去るよう命令を行った 。エストニアの国旗は4日後、ソビエト赤軍によって取り除かれるまで「のっぽのヘルマン（en）」塔に掲げられていた。
エストニア亡命政府の存在は1992年に独立を回復するまで、エストニア政府の連続性を保つことに役立ち、ハインリッヒ・マーク（en）（国家元首代行を行った最後の首相）はその証明書を後任のレナルト・メリ大統領に手渡した。

### 難民
ソビエト赤軍によるエストニア再占領の遅れにより、エストニア人2,500名、スウェーデン人3,700名が中立のスウェーデンへ、エストニア人6,000名がフィンランドへ、それぞれ避難する時間の猶予が生まれた。しかし何千もの避難民を乗せたボート、船舶がバルト海に沈んだ。9月には将兵90,000名とエストニア人、フィンランド人、ドイツ人難民、ソビエト赤軍捕虜85,000名がドイツへ避難した。ここでのドイツの唯一の損失は一隻の汽船のみであり、さらにエストニアの港を使っての海からの避難が行われた が、最高で1,200名の人々がソビエト赤軍の攻撃に倒れた。

### フィンランドへの影響
ナルヴァにおけるドイツ軍の長期に渡る防衛は、フィンランドのヘルシンキ、及びその他の都市に対する陸海空共同の侵攻及び空爆のための好ましい基地としてエストニアを使用することを阻止していた。そしてエストニアからフィンランドを襲撃して降伏に導こうと考えていたソビエト赤軍最高司令部の望みは絶たれた。フィンランド最高司令官カール・グスタフ・エミール・マンネルヘイムはエストニアからドイツ軍が撤退した場合に備え、フィンランドがソ連と和平を結ばざるを得なくなると繰り返しドイツに伝えた。このように、ナルヴァでの長期戦はフィンランドがソビエト赤軍の占領を避けた上で、抵抗能力を維持、フィンランドの条件を提案できる状態でモスクワにおいて休戦協定交渉に入ることを可能とした。

### 武装親衛隊に参加したエストニア人の戦後
終戦後、大戦中にドイツ軍将兵として戦ったエストニア人はソ連への裏切り者として裁判で有罪判決を下され、彼らが捕縛された場合、収容所へ送られるか、即座に射殺された。西ヨーロッパ諸国はドイツ軍に所属したエストニア人を追放するようソ連から求められた。しかし、ソ連の要求はスウェーデン、フィンランドを除く大部分の西ヨーロッパ諸国によって無視された。そして、武装親衛隊を犯罪組織と決定付けたニュルンベルク裁判において、このエストニア人徴集兵たちは戦犯から除外された。
| 「 | 当裁判における国連憲章内での犯罪行為の範囲について宣言する。正式なSSメンバー、あるいは国連憲章第6条によって犯罪とされた行為に権限のために使われた知識をもつ組織のメンバー、そのような犯罪行為に個人的に関わった者が所属したグループを含む。ただし、これらの問題に対して選択の余地がない状態で国によってメンバーにされた者、そのような犯罪を行わなかった者に関してはここから除外する。 | 」 |

1950年4月13日、アメリカの在ドイツ高等弁務官事務局（HICOG）からアメリカ国務長官へ送られたジョン・マックロイ署名の文書において、バルト諸国の武装親衛隊所属部隊の扱いについてアメリカによる判断を明確にした。
| 「 | 「彼らは「軍事行動」、「義勇兵」、「親衛隊」とみなさない。要するに、彼らは通常、親衛隊員に施される、訓練、強化、思想誘導が行われていない」 | 」 |

その後、1950年9月、アメリカ難民委員会は宣言を行った。
| 「 | バルト諸国における武装親衛隊の部隊（バルト部隊）はドイツ武装親衛隊から目的、イデオロギー活動、隊員資格からまったく別であると明瞭に思われる。従って、委員会は彼らがアメリカ合衆国に敵対的運動を行っていないと判断する。 | 」 |

### 最新の発表
1991年独立を回復したエストニア政府は、ナルヴァの戦いにおいてドイツ軍に所属したエストニア人がエストニアの独立のために戦っていたという見解をとった。この姿勢は、ユーリ・ウルオツの徴兵呼びかけとオットー・ティーフの政府の活動への支持に基づいていた。戦いに参加した人々は独立記念日のパレードで行進する権利を与えられた。エストニア共和国のために顕著な功績があると思われる人々は名誉ある装飾で報いられた。1994年、Sinimäedにおいてエストニア国防軍最高司令官の面前で、最初の記念碑が公開された。エストニアの歴史家はナルヴァの戦いを1939年という屈辱の慰めのための、国のためのエストニア人たちの戦いと語る。ナルヴァの戦いに関する書籍もエストニアで出版され始め、また、エストニア人騎士鉄十字章受章者の一人パウル・マイトラ（Paul Maitla）SS少佐の大戦中の日記を基にしたドキュメンタリー映画「Sinimäed」も作成された。第20SS武装擲弾兵師団 （エストニア第1）、及び他のヨーロッパ諸国で武装親衛隊に参加した人々を含むドイツ軍部隊の元将兵300名らの年次集会は毎年7月29日、Sinimäedで開催されている。